# هنگ ۷۹ داوطلبان پیاده‌نظام نیویورک

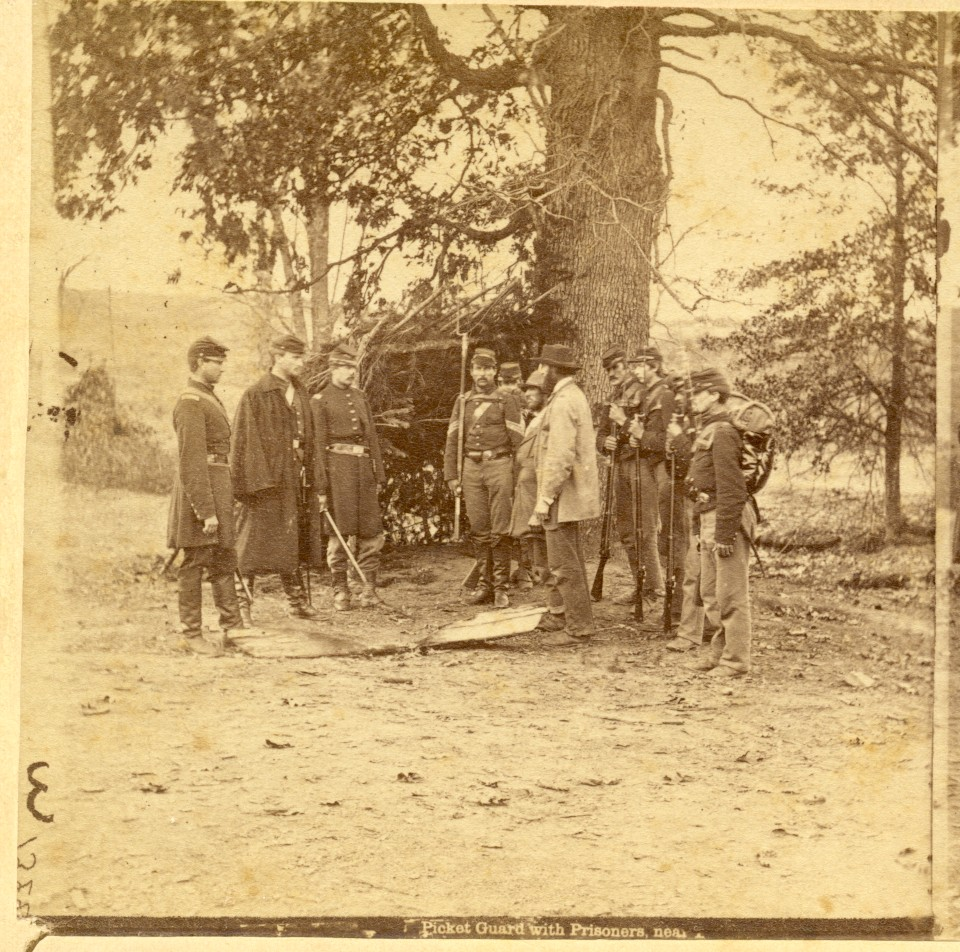
بخشی از نیروهای هنگ ۷۹ نیویورک، گرفته شده در ویریجینیا ۱۸۶۱

هنگ ۷۹ داوطلبان پیاده‌نظام نیویورک ، یکی از دسته های تشکیل شده طی جنگ داخلی آمریکا در ارتش اتحادیه بود که با نام نویسی مردان داوطلب در ۲۹ می ۱۸۶۱ توسط سازمان جنگ در واشنگتن پایه ریزی شده بود. نخستین فرمانده این هنگ به نام سرهنگ دوم ساموئل مکنزی الیوت به مدت سه سال بود. نیروی اصلی این هنگ از مردان داوطلب در شهر نیویورک تشکیل شده بود.